# お花畑のフローレ
『お花畑のフローレ』（おはなばたけのフローレ、英題：Flore in The Flower Garden）は、2000年1月28日に工画堂スタジオより発売されたWindows用育成アドベンチャーゲーム。

## 概要
リトル・ウィッチ パルフェシリーズ第3作。『リトル・ウィッチ パルフェ』より3年前のフロルエルモスを舞台とする。育てた花で街をいっぱいにするという微笑ましい目的やキャラクターの可愛らしい見た目とは裏腹に、シリーズ最高の難易度を誇る。初回版にはトレーディングカードが付属した。

### 製品バリエーション
『お花畑のフローレ』
2000年1月28日発売。中国語版と韓国語版も発売された。
『お花畑のフローレ』 （廉価版）
2002年10月11日発売。メディアカイト（販売元）のGREATシリーズよりリリース。『リトル・ウィッチ レネット 〜スワンの涙ラプソディ〜』体験版を収録する。
『リトル・ウィッチ パルフェ コンプリートパック』
2005年3月25日発売。シリーズ全5作品を収録する。麻雀風の絵合わせゲーム『パルフェDON!』のプレゼントキャンペーンが実施された。

## システム
プレイ期間は4ヶ月（1月1日から4月末。ちなみに1ヶ月は24日（6日×4週間）である）。午前中は魔法学院に通うため、行動は午後のみ可能。22時以降も花のアレンジメントや材料集めを継続することは可能だが、2時に強制的に自宅へ戻り就寝となる。「ねむい」などのステータス低下はないが、アレンジメント中に2時を回ってしまうと材料が全て無駄になってしまうので注意が必要。マップは『パルフェ』や『レネット』のものとほぼ同じだが、「アイリンおばさんの家」と「アングリータイガー」の2か所が追加されている。
花の育成では「種まき」「水やり」「雑草とり」「肥料やり」などの作業を行うが、花ごとに水や肥料の適量は異なり、苗を支える添え木が必要となるものもある。魔法学院の図書館で勉強することにより品種改良などの高度な育成技術を習得することができ、育てることのできる花の種類は最終的に50以上となる。育てた花は街に植えるほか、押し花や花束・ブーケ・お茶などにアレンジして物々交換に利用できる。また花の育成を依頼される場合があり、依頼に応えるとお礼に種や肥料などがもらえる。

## ストーリー
花が大好きな少女フローレ・ミルフィアは、ある日の晩メモリアという少女に出会う。メモリアは大公園にある「守護の樹」の仮の姿で、力を失った守護の樹は春に切られることになっていた。力尽きる前に「恋人の樹」に逢いたいというメモリアの願いを叶えるため、フローレは街中を花でいっぱいにして守護の樹の力を取り戻そうと決意する。

## 登場人物
フローレ＝ミルフィア（Flore Milfia）
声 - 三五美奈子
主人公。フロルエルモス魔法学院初等科に通う11歳の少女。花が大好きで、自宅の庭で様々な花を育てている。力を失いかけたメモリアのため、フロルエルモスを昔のような花いっぱいの街にしようと奮闘する。
メモリア
声 - 里見はるか（現・宮川美保）
フロルエルモスの街に現れた不思議な少女。実はフロルエルモスの「守護の樹」の仮の姿。
パルフェ＝シュクレール（Parfait Sucreal）
声 - 古山きみこ（現・こやまきみこ）
フローレの親友で魔法学院の同級生。11歳。元気いっぱいな黒猫魔法店の一人娘。
レネット＝キルシュ（Reinette Kirsche）
声 - 水樹奈々
フローレの同級生。11歳。魔法使いを目指す強気な性格の少女。家はスマイル魔法店。
ココット＝キルシュ（Cocotte Kirsche）
声 - 水橋かおり
レネットの妹。9歳。好奇心旺盛で、お気に入りのぬいぐるみを肌身離さず持ち歩く。
フローレの母
声 - 渡邉優子
花の育て方についてアドバイスをくれる。王宮で働いている。
シャンティ＝シュクレール
声 - 三田ゆう子
パルフェの母で黒猫魔法店の店主。
サケマス（Sakemasu）
声 - 三田ゆう子
黒猫魔法店の使い魔。人語を解し、喋ることもできる。
アイリンおばさん
フローレの花壇に感心し、珍しい花の育て方を教えてくれたり種や肥料を分けてくれたりする。
アングリー
「アングリータイガー」店主。

## スタッフ
- キャラクターデザイン - 藤の宮深森

## 主題歌
「花束の招待状」
作詞 - りとる・ぽえまーなおきち / 作曲・編曲 - 江戸川ちゃあこ / 歌 - 三五美奈子

## 関連商品
リトル・ウィッチ パルフェ ビジュアルファンブック
発売日：2001年7月6日 / 発行：エンターブレイン ISBN 4-7577-0360-0
パルフェシリーズ5作品に『エンジェリック・コンサート』を加えた6作品の攻略ガイド、設定資料を掲載。付属のCD-ROMには体験版や壁紙などを収録。